# Banco Central de Curazao y San Martín
El Banco Central de Curazao y San Martín (en neerlandés: Centrale Bank van Curaçao en Sint Maarten) es el banco central para el florín caribeño y el que administra la política monetaria de Curazao y San Martín, dos países constituyentes del Reino de los Países Bajos. El banco se remonta a 1828 por lo que es considerado el banco central más antiguo de América.
Antes de la disolución de las Antillas Neerlandesas en octubre de 2010, el banco fue el responsable de la política monetaria de las Antillas Neerlandesas y era conocido como Banco de las Antillas Neerlandesas. Cuando las islas BES se subordinaron directamente al banco central de los Países Bajos, se adoptó su nombre actual.
El florín caribeño empezó su circulación el 31 de marzo de 2025, sustituyendo al florín antillano neerlandés a una tasa de cambio de 1:1.  Tras un período de cocirculación hasta el 30 de junio de 2025, el florín antillano neerlandés dejó de ser de curso legal.